# Gnamptogenys hartmani
Gnamptogenys hartmani is een mierensoort uit de onderfamilie van de Ectatomminae. De wetenschappelijke naam van de soort werd voor het eerst geldig gepubliceerd in 1915 door William Morton Wheeler.